# 전하 어디로 가시나이까
전하 어디로 가시나이까는 1969년 공개된 대한민국의 영화이다.

## 배역
- 김진규
- 김지미
- 신성일
- 윤정희
- 남궁원
- 도금봉
- 허장강
- 김석훈
- 이낙훈
- 김동원
- 김순철
- 김칠성
- 오경아
- 이해룡
- 문오장
- 황백
- 문태선
- 이일웅
- 조덕성
- 윤일주
- 임해림